# Photedes sinelinea
Photedes sinelinea là một loài bướm đêm trong họ Noctuidae.